# Ken Downing
Kenneth Henry Downing (Chesterton, Staffordshire, 5 december 1917 - Monte Carlo, 3 mei 2004) was een Formule 1-coureur uit Groot-Brittannië. Hij reed in 1952 2 Grands Prix voor het team Connaught.